# Haifoss
A Haifoss izlandi vízesés. 122 méteres esésével az egyik legmagasabb vízesés Izlandon.
Izland déli részén, a Hekla tűzhányó közelében fekszik. A Fossá í Þjórsárdal folyón alakult ki, ami a jelentős Þjórsá mellékfolyója. Nehezen megközelíthető, csak 1900-ban adta neki a mai nevét Dr. Helgi Pétursson.
A vízeséstől 5-6 órás gyalogtúrára fekszik a Þjóðveldisbærinn Stöng nevű egykori farm, amit a középkorban a Hekla kitörése pusztított el és mára rekonstruáltak, jelenleg szabadtéri néprajzi múzeum.